# Оксалат ртути(II)
Оксалат ртути(II) — химическое соединение,
соль ртути и щавелевой кислоты
с формулой HgC2O4,
кристаллы,
не растворяется в воде.

## Физические свойства
Оксалат ртути(II) образует кристаллы
моноклинной сингонии,
пространственная группа P 21/c,
параметры ячейки a = 0,5033 нм, b = 0,5237 нм, c = 0,6453 нм, β = 108,74°, Z = 2
.
Не растворяется в воде.
Очень ядовит.

## Химические свойства
- Разлагается при нагревании:

{\displaystyle {\mathsf {HgC_{2}O_{4}\ {\xrightarrow {165^{o}C}}\ Hg+2CO_{2}\uparrow }}}